# Хайнаньский тритон
Хайнаньский тритон (лат. Tylototriton hainanensis) — вид амфибий из рода крокодиловых тритонов (лат. Tylototriton) отряда хвостатых земноводных.

## Описание
Общая длина животных от 12 до 15 сантиметров. Глава плоская и овальная, со слабо развитыми костными гребнями. Морда закруглённая. Тело стройное и уплощённое. Спинной гребень присутствует, но он невысокий и сегментированный. Помимо центрального имеются ещё дорсолатеральные гребни. Кожа грубая, гранулированная. Хвост меньше, чем туловище, сжат с боков.
Животные имеют или чисто чёрную или коричнево-чёрную окраску. Брюхо намного светлее. На пальцах, вокруг клоаки и на нижней стороне живота могут быть оранжево-красные пятна.

## Ареал
Данный вид — эндемик острова Хайнань (территории Wuzhishan, Diaoluoshan и Jianfengling)

## Образ жизни
Встречается на высоте от 770 до 950 метров над уровнем моря. Обитает преимущественно среди опавших листьев или под корнями деревьев вблизи источников воды.